# Entitet (strip)
Entitet je strip epizoda Dilana Doga objavljena u Srbiji u svesci #198. u izdanju Veselog četvrtka. Na kioscima se pojavila 13. aprila 2023. Koštala je 350 din (2,9 €; 3,3 $). Imala je 94 strane.

## Originalna epizoda
Originalna epizoda pod nazivom L'entità objavljena je premijerno u #407. regularne edicije Dilana Doga u Italiji u izdanju Bonelija. Izašla je 30. jula 2020. Koštala je 4,4 €. Scenario je napisao Roberto Rekioni, a epizodu nacrtao Korado Roi. Naslovnu stranu nacrtao Điđi Kavenago.

## Kratak sadržaj
Prolog: Dvoje mladih prvi put imaju seksualni odnos. Berenis Mun (engl. Moon) je devica i treba da izgubi nevinost. Napolju počinje oluja, a u kući se dešavaju čudne stvari. Muškarac nesrećnim slučajem padne kroz prozor i nabije se na polomljeno drvo, koje je prethodno prepolovio udar groma.
Glavna radnja: Berenis dolazi kod Dilana i traži da s njim izgubi nevinost. Nakon što Dilan odbija, Berenis ga ispsuje, izvređa i ode. Kad stigne kući, legne da spava. Tokom noći nevidljiva sila (entitet) je seksualno zlostavlja. Njena majka pokušava da je zaštiti, ali sila ubija majku. Dilan kreće u potragu za Berenis. Nalazi je u mračnoj maloj ulici u kojoj dva blizanca pokušavaju da je siluju. Dilan je spavava i odlazi s njom njenoj kući.

## Prethodna i naredna epizoda
Prethodna sveska nosila je naslov Poslednji smeh (#197), a naredna Gledanje u ambis (#199).

## Beleške
1. ↑  https://veselicetvrtak.com/izdanja/dilan-dog/dilan-dog-redovna-serija/dilan-dog-196-ubica/
2. ↑  Spisak svih epizoda Dilan Doga objavljen u Srbiji i bivšoj Jugoslaviji može se pogledati ovde.
3. ↑  https://shop.sergiobonelli.it/dylan-dog/2020/06/24/albo/l-entita-1008382/